# Nick Calathes
Nicholas William “Nick” Calathes (Casselberry, Florida, 7 de febrero de 1989) es un jugador de baloncesto greco-estadounidense, que pertenece a la plantilla del AS Monaco Basket de la LNB Pro A y la Euroliga. Con 1,98 metros de altura, juega en la posición de base. Es hermano de Pat Calathes.

## Trayectoria deportiva

### Universidad
Jugó durante dos temporadas con los Gators de la Universidad de Florida, en las que promedió 16,2 puntos, 6,3 asistencias y 5,3 rebotes por partido. Fue titular indiscutible desde su primer partido universitario, liderando a los Gators en anotación (13,3 puntos por partido), y batiendo los récords de un novato en su universidad de puntos (552), asistencias (221) y promedio de asistencias (6,1). Fue elegido co-novato del año de la Southeastern Conference. Consiguió el primer triple-doble de la historia de la universidad en marzo de 2008 ante Creighton, logrando 11 puntos, 13 rebotes y 11 asistencias.
En su segunda temporada lideró de nuevo a su equipo en anotación (17,8 puntos por partido), además de hacerlo en asistencias (6,4) y robos de balón (68), siendo incluido en el mejor quinteto de la conferencia. Consiguió el segundo triple-doble de su carrera ante Georgia Bulldogs, con 20 puntos, 13 rebotes y 10 asistencias. Al término de la temporada se declaró elegible para el draft de la NBA.

#### Estadísticas
| Año     | Equipo  | PJ | PPP  | RPP | APP | ROB | TPP | %TC  | %3P  | %TL  | MPP  |
| ------- | ------- | -- | ---- | --- | --- | --- | --- | ---- | ---- | ---- | ---- |
| 2007–08 | Florida | 36 | 15.3 | 5.2 | 6.1 | 1.6 | 0.1 | .426 | .367 | .724 | 32.6 |
| 2008–09 | Florida | 36 | 17.2 | 5.3 | 6.4 | 1.9 | 0.2 | .482 | .390 | .707 | 33.3 |

### Profesional

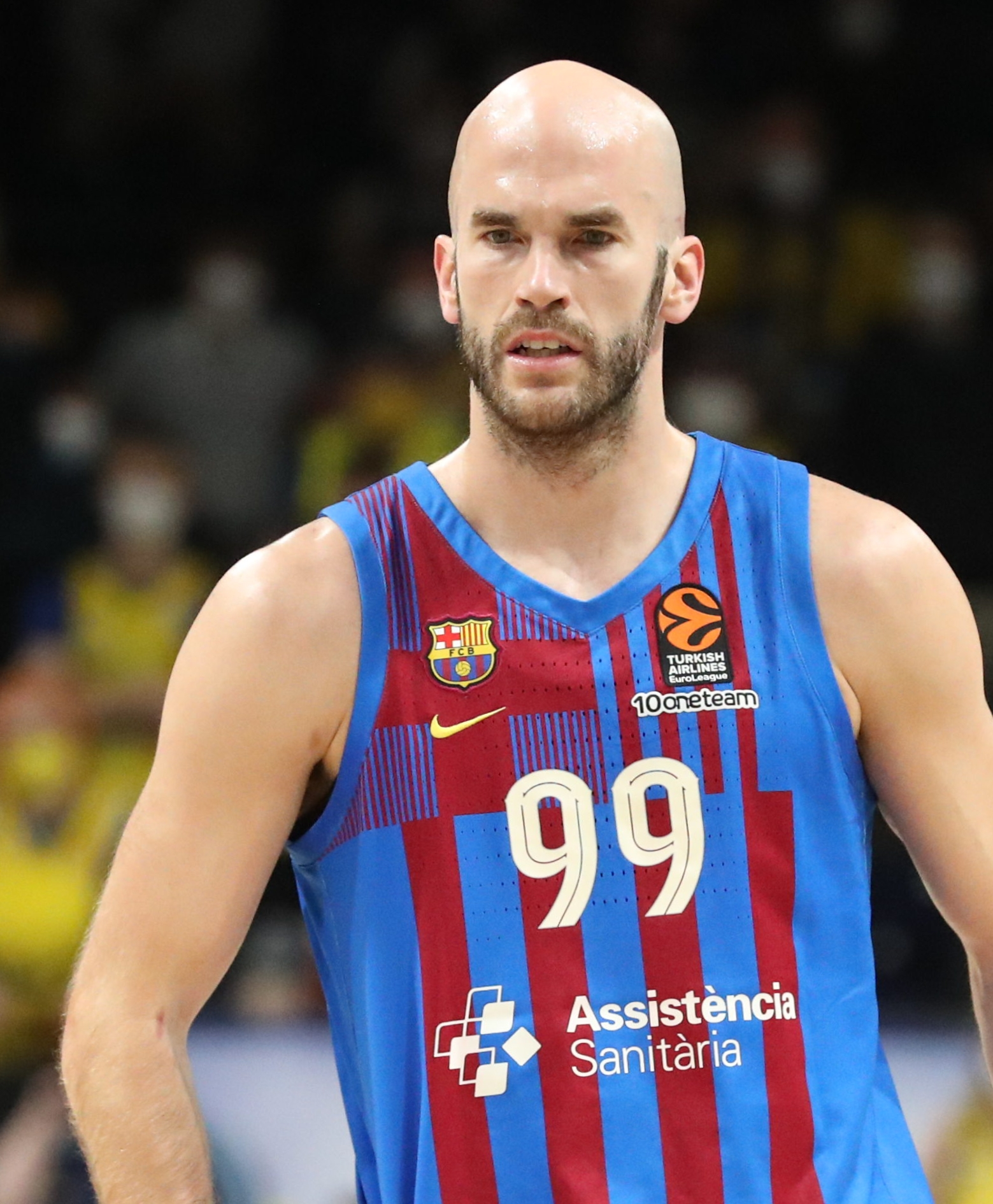
Calathes con FC Barcelona en 2022.

Fue elegido en la cuadragésimo quinta posición del Draft de la NBA de 2009 por Minnesota Timberwolves, quienes traspasaron sus derechos a Dallas Mavericks a cambio de una segunda ronda del draft de 2010 y dinero. Sin embargo, en mayo de 2009 fichó por el Panathinaikos de la liga griega por 3 temporadas a cambio de 2,1 millones de euros por cada una de ellas.
El 22 de julio de 2013, Dallas Mavericks traspasó los derechos de draft de Calathes a Memphis Grizzlies a cambio de una elección de segunda ronda del draft de 2016. El 20 de agosto de 2013, Calathes firmó de manera oficial con los Grizzlies.
En julio de 2015, Calathes firmó un contrato para jugar con el Panathinaikos BC, por tres años y 7 millones de dólares.
En julio de 2020 el FC Barcelona anunció el fichaje de Calathes por tres temporadas.
El 23 de agosto de 2022 Fenerbahçe anunció el fichaje de Nick por dos temporadas.
El 17 de junio de 2024, se anuncia su fichaje por dos temporadas al AS Monaco Basket de la LNB Pro A.

## Selección nacional

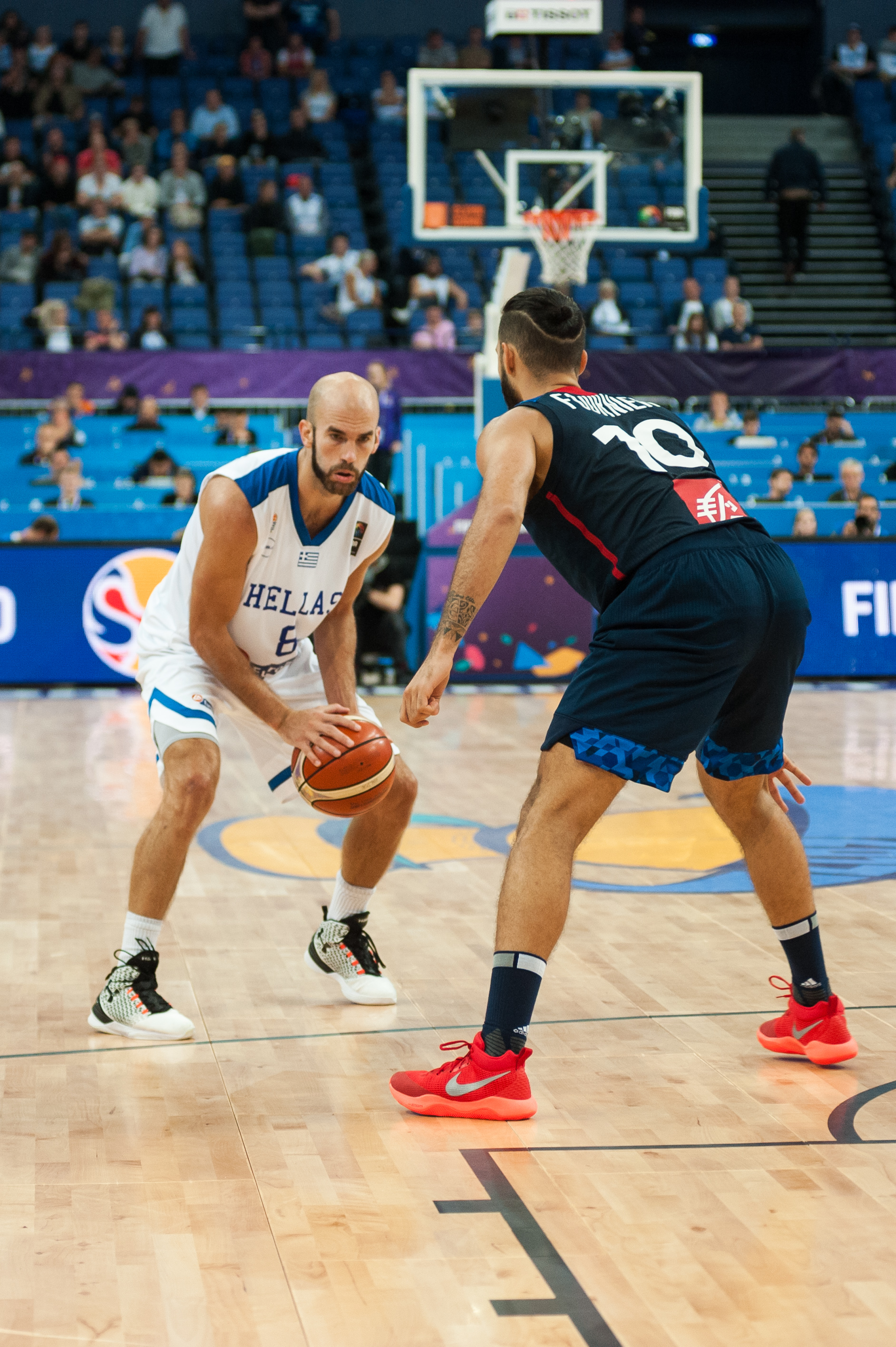
Calathes con Grecia ante Francia en 2017.

Con la selección nacional de Grecia disputó el Eurobasket 2009 de Polonia, donde consiguió el bronce.
Luego participó en el Mundial de 2010, el Eurobasket 2011, el Eurobasket 2013, la Copa Mundial de Baloncesto de 2014, el Eurobasket 2015, el Eurobasket 2017, y en el Mundial de 2019.
En septiembre de 2022 disputó con el combinado absoluto griego el EuroBasket 2022, finalizando en quinta posición.
Entre julio y agosto de 2024 fue parte de la selección absoluta de Grecia, que disputó los Juegos Olímpicos de París, finalizando en octava posición.

## Estadísticas de su carrera en la NBA

### Temporada regular
| Año     | Equipo  | PJ  | PT | MPP  | %TC  | %3P  | %TL  | RPP | APP | ROB | TPP | PPP |
| ------- | ------- | --- | -- | ---- | ---- | ---- | ---- | --- | --- | --- | --- | --- |
| 2013-14 | Memphis | 71  | 7  | 16.5 | .457 | .311 | .611 | 1.9 | 2.9 | .9  | .1  | 4.9 |
| 2014-15 | Memphis | 58  | 0  | 14.4 | .424 | .256 | .533 | 1.8 | 2.5 | 1.1 | .1  | 4.2 |
| Total   | Total   | 129 | 7  | 15.6 | .441 | .288 | .581 | 1.9 | 2.7 | 1.0 | .1  | 4.6 |

### Playoffs
| Año   | Equipo  | PJ | PT | MPP  | %TC  | %3P  | %TL  | RPP | APP | ROB | TPP | PPP |
| ----- | ------- | -- | -- | ---- | ---- | ---- | ---- | --- | --- | --- | --- | --- |
| 2015  | Memphis | 9  | 3  | 14.0 | .333 | .462 | .375 | 1.8 | 1.8 | 1.0 | .1  | 3.7 |
| Total | Total   | 9  | 3  | 14.0 | .333 | .462 | .375 | 1.8 | 1.8 | 1.0 | .1  | 3.7 |

## Logros y reconocimientos

### Club
- Eurocup (1): 2013.
- Euroliga  (1): 2011.
- A1 Ethniki (6): 2010, 2011, 2017,  2018, 2019, 2020.
- Liga ACB (1): 2021.
- Copa de baloncesto de Grecia (4): 2012, 2016, 2017, 2019.
- Copa del Rey (2): 2021, 2022
- Basketbol Süper Ligi (1): 2023-24

### Individual
- Rookie del año de la SEC (2008).
- Mejor quinteto de la SEC (2009).
- 4 veces All-Star Griego (2011, 2018, 2019, 2020)
- Mejor quinteto de la A1 Ethniki (2017, 2018, 2019)
- MVP de la A1 Ethniki (2017, 2018, 2019)
- MVP de la final de la Copa de Grecia (2019)
- Mejor Defensor de la A1 Ethniki (2016, 2017, 2018)
- Mejor Quinteto de la Euroliga (2018, 2019)